# Автошлях Р 09
Автошлях Р 09 — автомобільний шлях з асфальтобетонним покриттям, що починається від міста Миронівка в Київській області та закінчується в місті Канів Черкаської області, де з'єднується з автошляхом Н02.

## Загальна довжина
Миронівка — Канів — 38,8 км.

## Схема маршруту
- Київська область: Миронівка → Салів (під'їзд) → Козин → Маслівка →
- Черкаська область: → Степанецьке → Пилява → Степанці → Литвинець (під'їзд) → Канів (разом з Р10) (зливається з автошляхом Н02)